# 3085 Донна
3085 Донна  (3085 Donna) — астероїд головного поясу, відкритий 18 лютого 1980 року.
Тіссеранів параметр щодо Юпітера — 3,524.